# Vanwall Vandervell 680
El Vanwall Vandervell 680 LMH es un sport prototipo de monocasco cerrado construido por el equipo austriaco ByKolles, utilizando el nombre del histórico equipo Vanwall para participar en la categoría Le Mans Hypercar del Campeonato Mundial de Resistencia de la FIA (WEC).

## Contexto
En 2018, la FIA y la ACO aprobaron la nueva regulación Le Mans Hypercar como reemplazo de la regulación LMP1, existente, hasta ese momento, en el Campeonato Mundial de Resistencia que entraría en vigencia a partir de la temporada 2020-21. El 13 de diciembre de 2018 se hizo oficial que ByKolles sería el segundo constructor en participar en la clase Hypercar del Campeonato Mundial de Resistencia de la FIA tras la Scuderia Cameron Glickenhaus quien fue la primera en comprometerse con esta nueva clase.
El 18 de septiembre de 2020, en la víspera de las 24 Horas de Le Mans 2020, ByKolles presentó el PMC Project LMH, el Hypercar con el que esperaban disputar la temporada 2021 del Campeonato Mundial de Resistencia, la primera de los Le Mans Hypercar. En la presentación mostrarón tres diferentes versiones del PMC Project LMH aunque todas ellas compartiendo en común un motor V8 atmosférico: la versión de carreras de 700 caballos y lastrada hasta los 1.040 kilos, la versión de circuito con 650 caballos y 950 kilos y la versión de calle híbrida de 1.000 kilos y 1.000 caballos que permitirá el uso de bicombustibles.

## Desarrollo
El 21 de enero de 2021 se hizo oficial la lista de inscriptos para la temporada 2021 del WEC, en la cual no figuraba el ByKolles Racing, Colin Kolles, propietario y director del equipo expuso ante los medios la disconformidad con los organizadores del campeonato como la razón de la no inscripción del equipo.
El 2 de abril de 2021, ByKolles anunció el nombre de sus pilotos de desarrollo: el francés Tom Dillmann y el argentino Esteban Guerrieri, ambos con pasado en el equipo, serán los encargados de desarrollar el PMC Project LMH.
Después de meses de silencio, el 15 de septiembre de 2021, ByKolles mostro nuevas novedades de su Hypercar, en este caso la parte posterior del PMC Project LMH. Además en una entrevista, Colin Kolles describió el estado del proyecto, al declarar que el monocasco estaba en el taller y el motor estaba montado en el monocasco, además de la caja de cambios y la suspensión solo faltando la parte eléctrica, poniéndose el plazo de cuatro o cinco semanas para poder rodar por primera vez con el coche.
El 13 de enero de 2022, se aunció la lista de inscriptos para la temporada 2022 del Campeonato Mundial de Resistencia de la FIA en la cual por segunda temporada consecutiva, el ByKolles Racing no figuraba entre ellos. El comité de selección del WEC no dio las razones del rechazo de la inscripción del ByKolles Racing, aunque se especuló que al no estar asociado con un fabricante automotriz existente, fuera la causa del rechazo. Como respuesta al rechazo, ocho días después, el ByKolles Racing mostro a través de sus redes sociales como arrancaba el motor Gibson V8 de su primera unidad casi terminada.
El 1 de febrero de 2022, ByKolles mostró una imagen con el diseño final y los colores del vehículo, el cual llevara por nombre Vanwall Vandervell LMH, nombre que demuestra la relación de ByKolles con un fabricante, en este caso Vanwall. El nombre del Hypercar es un homenaje al creador de la marca Vanwall Guy Anthony "Tony" Vandervell. Cinco días después, el 6 de febrero se mostraron los primeros renders de una posible versión de calle del Vanwall Vandervell LMH.
Finalmente el 25 de marzo de 2022, ByKolles mostró por primera vez el Vanwall Vandervell LMH terminado, el coche con el que esperan competir en la temporada 2023 del Campeonato Mundial de Resistencia de la FIA al tener todos los aspectos legales y de la marca Vanwall registrados en Alemania bajo la empresa PMC GmbH.
Después de ser presentado el vehículo el 25 de marzo de 2022 y exactamente un año después de ser nombrados sus pilotos de desarrollo, el Vanwall Vandervell LMH dio sus primeros kilómetros, en el aeródromo alemán de Zweibrücken a los mandos del francés Christophe Bouchut quien según Boris Bermes, el director de operaciones del equipo, logró llevar el Vandervell LMH hasta los 300 km/h. El 7 y 8 de abril, en el Autódromo de Most, el argentino Esteban Guerrieri realizó los primeros tests Vanwall Vandervell LMH, en el primer día de test el piloto argentino dio 108 vueltas, mientras que en el segundo día de test dio 170 vueltas a bordo del Hypercar según expuso en sus redes sociales el equipo y el piloto.
En el Prólogo del Campeonato Mundial de Resistencia de 2023, celebrado entre el 12 y el 13 de marzo, el hypercar se mostró estable en cuanto a fiabilidad y a los tiempos de sus rivales. Durante el primer día completó un total de 86 vueltas, y 147 en la segunda jornada. Tom Dillmann marcó un 1:50:038 como mejor tiempo del coche, a 1.8 segundos del mejor crono establecido por el Toyota #7. Se cuestionó a Villeneuve por su ritmo, ya que en su stint de 35 vueltas, su mejor registro estaba a 6 segundos de sus compañeros.

## Historia

### Temporada 2023
En Sebring, el Vanwall fue el último en la parrilla. En la salida, Tom Dillmann logró adelantar al Glickenhaus. Además, gracias a los sucesivos problemas de los Peugeot 9X8 y el Ferrari 51, el equipo escaló hasta la séptima posición. Sin embargo, el Ferrari 51 finalmente pudo cerrar la brecha y pasar al coche. Después de algún pequeño problema con la suspensión, acabó 8.º
En Portimao, el Vanwall volvió a clasificar último en hypercar. A falta de 2 horas, varios coches sufrieron problemas de frenos debido al clima cálido. Mientras Jacques Villeneuve estaba al volante, el freno delantero derecho del coche se incendió. Villeneuve perdió el control del coche, que acabó chocando contra las protecciones. Afortunadamente, el accidente no fue grave: Villeneuve salió ileso y el coche sólo sufrió daños menores.
En Spa, el Vanwall partió último en su clase. Tras el caos inicial con los neumáticos y la lluvia, y buenas estrategias del equipo, el Vanwall llegó a adelantar al Glickenhaus y al Porsche 5, e incluso dobló a los Ferrari. Después de llegar a rodar 5.º, el Vandervell 680 fue cayendo posiciones. Un trompo de Esteban Guerrieri justo al salir de los pits con los neumáticos fríos provocó una bandera amarilla completa. Y a falta de unas horas, Villeneuve sufrió un toque con el AF Corse 54, provocando otro abandono. Días más tarde se anunciaría la salida de Villeneuve del equipo, siendo Tristan Vautier quien ocupase su asiento en Le Mans.
En Monza, el Vanwall volvió a salir último en hypercar. Debido al clima de Monza, el coche experimentó problemas de frenos durante las paradas en boxes, lo que requirió que se limpiaran los conductos de frenos en cada parada. El coche terminó 20.º en la general y último en su clase, tras ser adelantado justo en la recta de meta por el Peugeot 94.
En Fuji, el Vanwall salió último de nuevo, con el United Autosports 22 marcando un tiempo mejor en la pole de LMP2. En la salida, se quedó pegado a la parrilla de LMP2 para evitar choques en la primera curva. Llegó a rodar 9.º, pero un problema en la última parada los llevó a terminar 11.º en Hypercar y 22.º en la general.
En Baréin, Ryan Briscoe ocupó el asiento de João Paulo de Oliveira, ya que este último tenía un compromiso en Super GT. El Vanwall clasificó 12.º . En carrera, el coche trompeó al chocar con varios LMP2 en la curva 2, y tras cumplir un drive through impuesto en los libres 3 cuando Esteban Guerrieri se desabrochó el cinturón y se levantó para cerrar la puerta del coche en movimiento, el Vandervell se recuperó y adelantó de nuevo a toda la parrilla de GT y LMP2. Después de una carrera sin mayores problemas, a falta de 2 horas, el coche entró varias veces a los pits durante bastante tiempo por problemas con el enfriamiento del motor. El coche acabó 12.º en hypercar y 33.º en la general. Al día siguiente, el coche disputó los Rookie test con Esteban Guerrieri y Job van Uitert al volante.

#### 24 Horas de Le Mans 2023
En Le Mans, el Vanwall clasificó 15.º en su clase, sólo por encima del Porsche de Jota, que no logró marcar un tiempo debido a problemas con el sistema híbrido. El Vanwall sufrió notablemente una pérdida de potencia debido al clima de Le Mans. Durante la carrera, el coche tuvo problemas de suspensión desde el principio, con problemas de embrague y, a falta de 8 horas, un fallo del motor definitivo. Después de esta carrera, Tom Dillmann dejó el equipo y fue reemplazado por João Paulo de Oliveira.

### Temporada 2024
Colin Kolles anunció a Motorsport.com que el Vanwall cambiará de motor para el próximo año. Se desconoce la identidad del suministrador, aunque los rumores apuntan a que podría ser Pipo Moteurs, el mismo que usa el Glickenhaus 007.
El 27 de noviembre, tras ser rechazados de la lista de inscritos para la temporada de 2024, se confirmó el acuerdo con Pipo para el suministro de motores. Colin Kolles anunció que la unidad de potencia ya estaba en camino. Conversaciones entre el equipo y la FIA concluyeron en que el coche debía pasar de nuevo por la homologación, para validar el nuevo motor, las mejoras en la suspensión y la aerodinámica de la carrocería y el chasis.

## Resultados

### Campeonato Mundial de Resistencia de la FIA
(Clave) (negrita indica pole position) (cursiva indica vuelta rápida)

| Año     | Equipo                    | Clase    | Pilotos                | N.º | 1   | 2   | 3   | 4   | 5   | 6   | 7   | Puntos | Pos. |
| ------- | ------------------------- | -------- | ---------------------- | --- | --- | --- | --- | --- | --- | --- | --- | ------ | ---- |
| 2023    | Floyd Vanwall Racing Team | Hypercar |                        |     | SEB | POR | SPA | LMS | MNZ | FUJ | BHR | 10     | 7.º  |
| 2023    | Floyd Vanwall Racing Team | Hypercar | Esteban Guerrieri      | 4   | 8   | Ret | Ret | Ret | 12  | 11  | 12  | 10     | 7.º  |
| 2023    | Floyd Vanwall Racing Team | Hypercar | Tom Dillmann           | 4   | 8   | Ret | Ret | Ret |     |     |     | 10     | 7.º  |
| 2023    | Floyd Vanwall Racing Team | Hypercar | Jacques Villeneuve     | 4   | 8   | Ret | Ret |     |     |     |     | 10     | 7.º  |
| 2023    | Floyd Vanwall Racing Team | Hypercar | Tristan Vautier        | 4   |     |     |     | Ret | 12  | 11  | 12  | 10     | 7.º  |
| 2023    | Floyd Vanwall Racing Team | Hypercar | João Paulo de Oliveira | 4   |     |     |     |     | 12  | 11  |     | 10     | 7.º  |
| 2023    | Floyd Vanwall Racing Team | Hypercar | Ryan Briscoe           | 4   |     |     |     |     |     |     | 12  | 10     | 7.º  |
| Fuente: |                           |          |                        |     |     |     |     |     |     |     |     |        |      |